# Luis Chávez
Luis Chávez (El Carmen, Chincha, Ica, 10 de junio de 2000) es un futbolista peruano. Juega como delantero y su equipo actual es Unión Huaral de la Liga 2 de Perú.

## Trayectoria

### Universitario de Deportes
Jugador nacido y formado en Universitario de Deportes, club al que llegó de su natural Chincha. Desde del 2018 fue ascendido al equipo de reservas del plantel merengue, donde fue destacando rápidamente. Se hizo notar cuando le anotó un hat trick a Ayacucho FC. Para el 2019 fue promovido al plantel principal por el chileno Nicolás Córdova. Hizo su debut profesional frente a Ayacucho FC. Para el 2020, apareció 3 veces en el banco de suplentes, sin tener oportunidades por Ángel Comizzo. En el 2021 no apareció en el lista de convocados en ningún partido, al no tener la confianza de Comizzo ni de Gregorio Perez.

## Clubes
| Club                      | País | Año         | Partidos | Goles |
| ------------------------- | ---- | ----------- | -------- | ----- |
| Universitario de Deportes | Perú | 2019 - 2021 | 2        | 0     |
| Unión Huaral              | Perú | 2022 -      | 14       | 0     |

## Palmarés

### Torneos Cortos
| Título          | Club                      | País | Año  |
| --------------- | ------------------------- | ---- | ---- |
| Torneo Apertura | Universitario de Deportes | Perú | 2020 |

- Datos: Q115789406